# Kristine Sutherland
Kristine Sutherland, rozená Kristine Young, (* 17. dubna 1955 Boise, Idaho, USA) je americká herečka.
V televizi začínala epizodními seriálovými rolemi v 80. letech, kromě toho se objevila např. také v komedii Miláčku, zmenšil jsem děti (1989). V letech 1997–2002 hrála v seriálu Buffy, přemožitelka upírů postavu Joyce Summersové. V dalších letech působila např. ve westernové minisérii Comanche Moon a v mýdlové opeře One Life to Live, či hostovala v kriminálním seriálu New Amsterdam.
Jejím manželem je herec John Pankow.